# Anthracocarpon caribaeum
Anthracocarpon caribaeum är en svampart som beskrevs av Breuss. Anthracocarpon caribaeum ingår i släktet Anthracocarpon och familjen Verrucariaceae. Inga underarter finns listade i Catalogue of Life.